# Jeu de déduction sociale

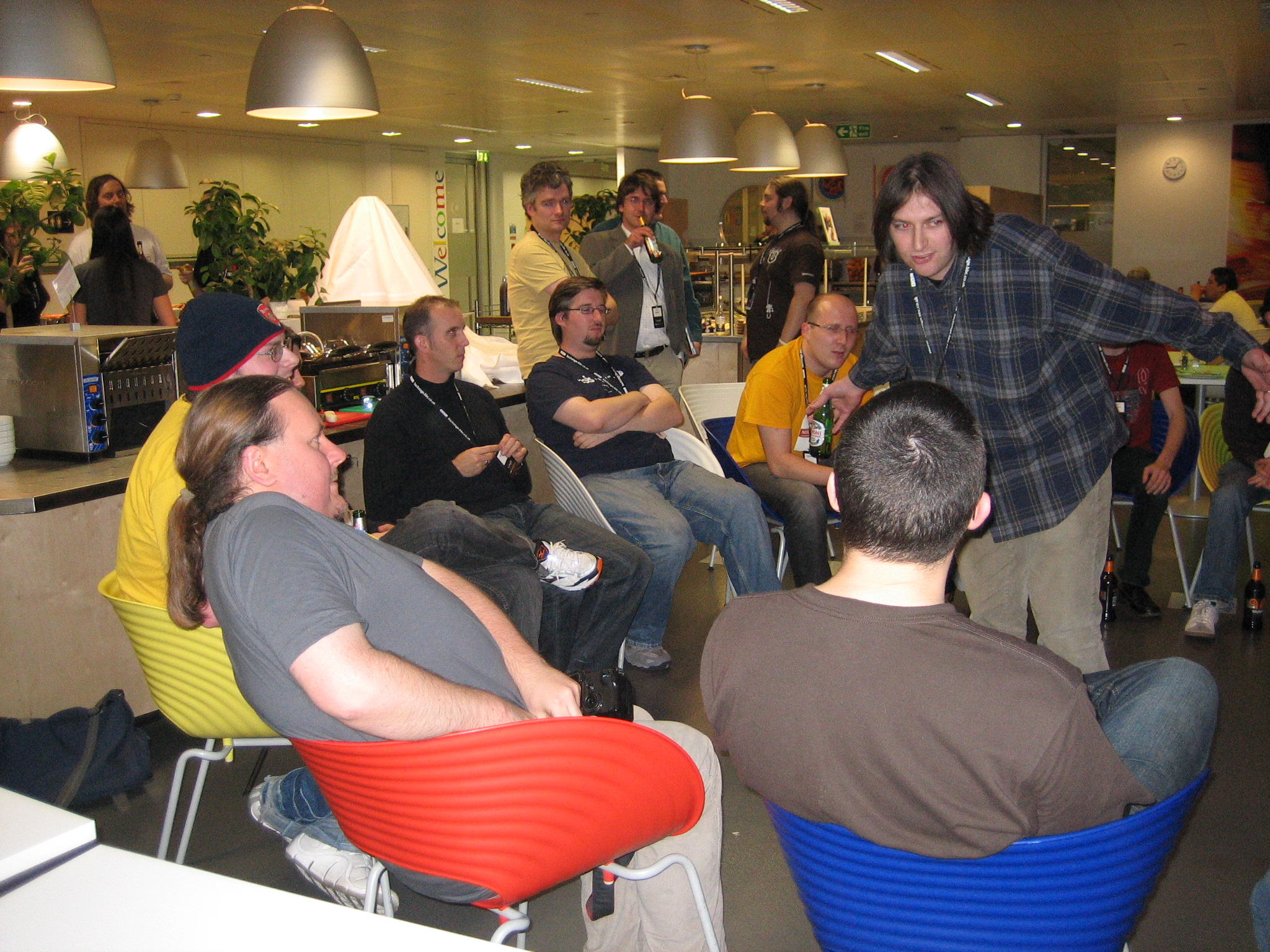
Groupe d'individus jouant au Loup-Garou.

Un jeu de déduction sociale est un jeu où les joueurs essaient de découvrir le rôle caché ou l'allégeance à une équipe des autres joueurs. Habituellement, ces jeux se jouent en équipes, avec une équipe considérée comme "bonne" et une autre comme "mauvaise". Pendant le jeu, les joueurs peuvent utiliser la logique et le raisonnement déductif pour essayer de deviner les rôles des autres, tandis que d'autres joueurs peuvent bluffer pour éviter d'être suspectés par les autres joueurs.
Des exemples de jeux de déduction sociale incluent Mafia, où seuls les membres de la mafia savent qui appartient à la mafia et quels sont les rôles des joueurs de la mafia ; Bang!, où seul le rôle du shérif est connu de tous ; et Secret Hitler, où seuls les fascistes savent qui sont les fascistes, à l'exception du joueur qui incarne Hitler.
Dans certains jeux de déduction sociale, une stratégie cruciale consiste à décider combien de temps maintenir sa version des faits en fonction des informations obtenues des autres joueurs. On a suggéré l'utilisation d'une recherche arborescente Monte Carlo pour prendre des décisions dans ces jeux.

## Jeux notables

### Jeux de société
- Mafia (1986)
- Les Loups-garous de Thiercelieux (2001)
- Bang (2002)
- Love Letter (2012)
- Deception: Murder in Hong Kong (2014)
- The Chameleon (2017)

### Jeux vidéo
- Space Station 13 (2003)
- Le mod "Murder" sur Garry's Mod (2013)
- Mush (2013)
- Town of Salem[5] (2014)
- La trilogie Vampire Hunters[6] sur Roblox (2014)
- Werewolves Within (2016)
- Among Us (2018)

## Télévision
- De Mol (1998) est une franchise belge d'émissions de télé-réalité où un des participants est secrètement la Taupe. La série a été adaptée à l'international dans différents pays, notamment aux Pays-Bas sous le titre Wie is de Mol ?, en Pologne sous le nom de Agent, et aux États-Unis, en Australie et au Royaume-Uni sous le titre The Mole.